# Хавар
Хавар (араб. جزر حوار) - архіпелаг в Перській затоці. Адміністративно відноситься до Південної мухафази (Бахрейн), хоча приналежність 3 з 16 островів оспорюється Катаром.

## Географія, опис
Центр архіпелагу знаходиться приблизно за 25 кілометрів на південний схід від головного острова Бахрейну, а крайні острова всього за кілометр від західних берегів Катару, і це призвело до того, що приналежність 3 з 16 островів оскаржується  цією державою. У зв'язку з деякою неточністю визначення «острів» і «острівець» (англ. islet) (оголюються ділянки суші під час відливу, піщані коси, мілини, банки) деякі джерела повідомляють про 36 островів, складових архіпелагу.
Розмір архіпелагу (разом з міжострівною акваторією) становить приблизно 23 на 8 кілометрів, площа суші - 52 км, найбільший острів - Хавар, що має довжину 18 км і ширину 5,2-0,9 км . Острови є пустелю, практично не мають постійного населення. Єдина помітна споруда архіпелагу - готель мережі Best Western на 140 номерів на західному березі найбільшого острова, відкритий після великої модернізації в лютому 2014 року. Також неподалік розташований гарнізон поліції, так як доступ на цей острів суворо обмежений. Питна вода на архіпелазі в дефіциті.
На архіпелазі живе багато птахів, особливо можна виділити перського баклана, що відноситься до вразливих видів. Із ссавців на острові мешкають білі антилопа і джейрани, у водах, що омивають острови, багато дюгонів.